# Campionati europei di tuffi 2013 - Piattaforma 10 metri femminile
La gara della piattaforma da 10 metri femminile dei campionati europei di tuffi 2013 è stata disputata il 19 giugno 2013 presso la Piscina Nettuno di Rostock in Germania e vi hanno partecipato 15 atlete. Le qualificazioni si sono svolte al mattino e le prime 12 classificate hanno avuto accesso alla finale del pomeriggio.

## Medaglie
| Posizione | Atleta           | Paese    |
| --------- | ---------------- | -------- |
| Oro       | Julija Prokopčuk | Ucraina  |
| Argento   | Julija Koltunova | Russia   |
| Bronzo    | Maria Kurjo      | Germania |

## Risultati
| Pos. | Atlete             | Nazionalità   | Eliminatorie | Eliminatorie | Finale    | Finale |
| Pos. | Atlete             | Nazionalità   | Punti        | Pos.         | Punti     | Pos.   |
| ---- | ------------------ | ------------- | ------------ | ------------ | --------- | ------ |
|      | Julija Prokopčuk   | Ucraina       | 359.05       | 1            | 373.30    | 1      |
|      | Julija Koltunova   | Russia        | 288.95       | 5            | 371.10    | 2      |
|      | Maria Kurjo        | Germania      | 292.95       | 4            | 323.00    | 3      |
| 4    | Sarah Barrow       | Gran Bretagna | 302.75       | 3            | 319.25    | 4      |
| 5    | Tonia Couch        | Gran Bretagna | 318.75       | 2            | 300.10    | 5      |
| 6    | Laura Marino       | Francia       | 274.45       | 6            | 292.25    | 6      |
| 7    | Villő Kormos       | Ungheria      | 257.40       | 9            | 285.25    | 7      |
| 8    | Noemi Batki        | Italia        | 260.15       | 8            | 284.95    | 8      |
| 9    | Kieu Duong         | Germania      | 242.20       | 12           | 275.80    | 9      |
| 10   | Ganna Krasnoshlyk  | Ucraina       | 270.00       | 7            | 268.55    | 10     |
| 11   | Zsófia Reisinger   | Ungheria      | 253.15       | 10           | 264.40    | 11     |
| 12   | Iira Laatunen      | Finlandia     | 251.20       | 11           | 252.05    | 12     |
| 16.5 | H09.5              |               |              |              | 00:55.635 | O      |
| 13   | Brenda Spaziani    | Italia        | 240.75       | 13           |           |        |
| 14   | Natal'ja Gončarova | Russia        | 227.95       | 14           |           |        |
| 15   | Mara Aiacoboae     | Romania       | 216.10       | 15           |           |        |